# そっと きゅっと/スーパースター★
「そっと きゅっと/スーパースター★」は、2009年8月26日にビクターエンタテインメントから発売されたSMAPの44枚目のシングル。グループの2枚目の両A面シングル。同年4月末から不祥事で約1カ月間謹慎及び芸能活動を休止していた草彅剛は、当作品でCD復帰した。

## 概要
前作「この瞬間、きっと夢じゃない」以来約1年ぶりのシングル。1曲目「そっと きゅっと」は草彅剛主演のフジテレビ系ドラマ『任侠ヘルパー』主題歌。2曲目「スーパースター★」はテレビ朝日系のスポーツテーマソングで、『世界水泳ローマ2009』の中継番組からオンエアされた。
「そっと きゅっと」のテレビ初披露は『とくばん』で行われた。作詞は「Dear WOMAN」などを手掛けた麻生哲朗、作曲は歌手の久保田利伸が担当した。MVの監督は中島哲也、台湾出身のモデル、女優リン・チーリンが出演。同曲のdwango.jpでの独占先行配信の告知スポットでは、MVの一部が使われず『任侠ヘルパー』のエンディングを流用した映像と、SMAPのアーティスト写真を使った映像が流されていた。
CDジャケットのイラストは握手のマークが使われている。
発売日時点で香取慎吾は、自身の主演ドラマ『こちら葛飾区亀有公園前派出所』の主題歌を「両さん」名義で担当しており、SMAPがメンバーのソロを含め、8月開始を含めた2009年7月期のドラマ主題歌を2つ担当することになる。また『こちら葛飾区亀有公園前派出所』の第6話で、ゲスト出演した泉ピン子がこの曲のタイトルを台詞として話す部分がある。
「スーパースター★」のフレーズの一部は、同じ作曲者によりオンラインゲーム「コズミックブレイク」に提供されたBGMを使い回しており、2009年8月20日から別のBGMに差し替えられた。
『そっと きゅっと』はアルバム『We are SMAP!』にも収録されている。
2009年はアルバムや配信限定曲が発売されておらず、SMAPとしてこの年唯一の新曲となった。

## チャート成績
2009年9月7日付オリコン週間シングルチャートで初登場1位を獲得した。SMAPにとって同チャートでの1位獲得は「freebird」から11作連続、通算22作目となった。TOP10入りは通算44作目となり、通算TOP10獲得数で当時浜崎あゆみが保持していた最高記録に並んだほか、B'zが保持していた男性アーティストにおける最高記録（43作）を更新した。初動売上は10.5万枚であった。

## 収録曲
1. そっと きゅっと
作詞:麻生哲朗, 作曲:久保田利伸, 編曲:山木隆一郎
  - 草彅剛主演 フジテレビ系ドラマ「任侠ヘルパー」主題歌
2. スーパースター★
作詞・作曲:ナイス橋本 & サワサキヨシヒロ, 編曲:サワサキヨシヒロ
  - テレビ朝日系 スポーツ中継テーマソング
3. そっと きゅっと（back track）
4. スーパースター★（back track）

## 収録アルバム
- We are SMAP!（#1）